# 巴东拉瓦斯县
巴东拉瓦斯县是印度尼西亚北苏门答腊省所辖的一个县，县治为Sibuhuan。
巴东拉瓦斯县的面积为3,892.74平方公里，2010年时的人口为223,480。